# CD-R
Eine CD-R (von englisch: Compact Disc Recordable) ist eine einmal beschreibbare CD, die mit einem handelsüblichen Brenner beschrieben werden kann. Daten, Fotos, Videos oder Musik können darauf gespeichert und mit einem CD-Laufwerk abgespielt werden. Die noch unbeschriebene CD-R wird häufig auch als CD-Rohling bezeichnet.

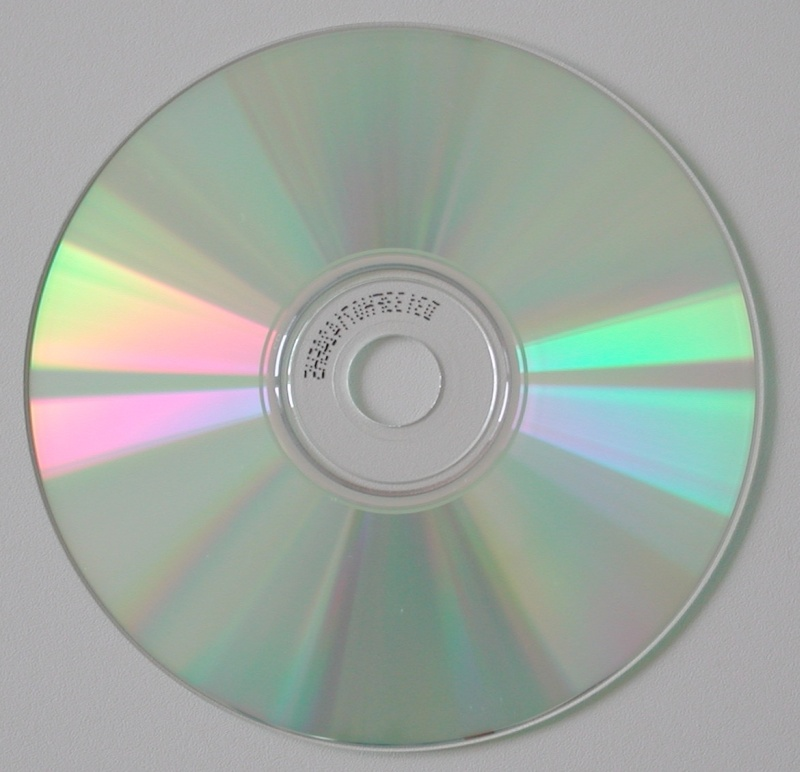
Rückseite einer CD-R

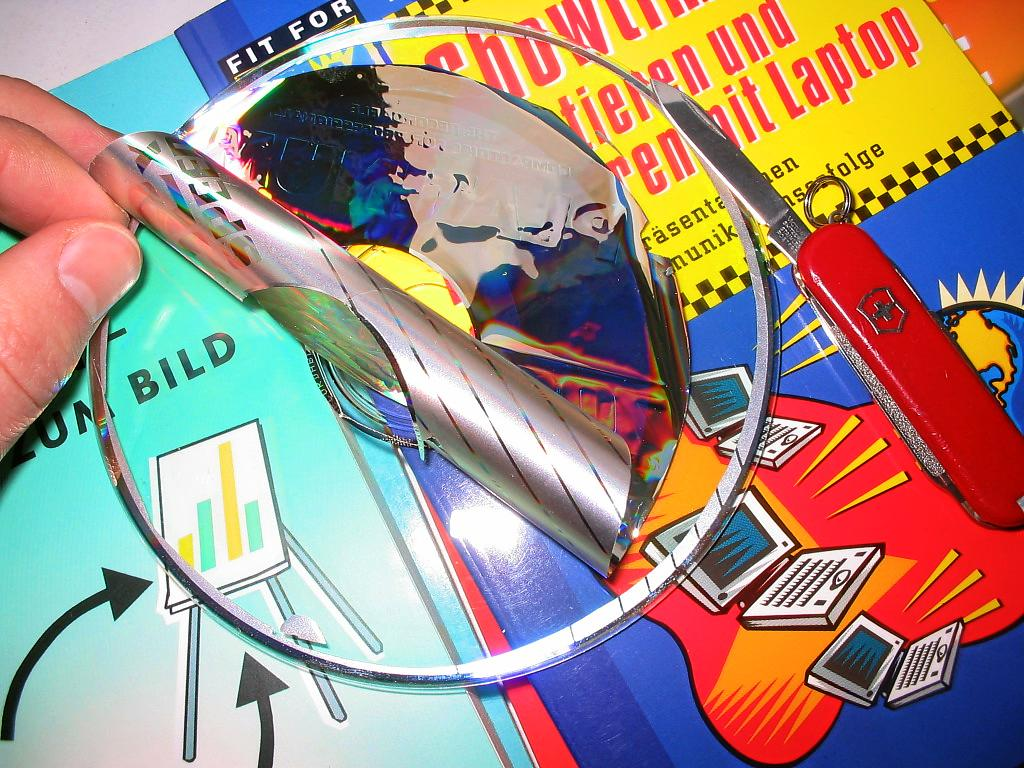
Rohling Reflexionsschicht

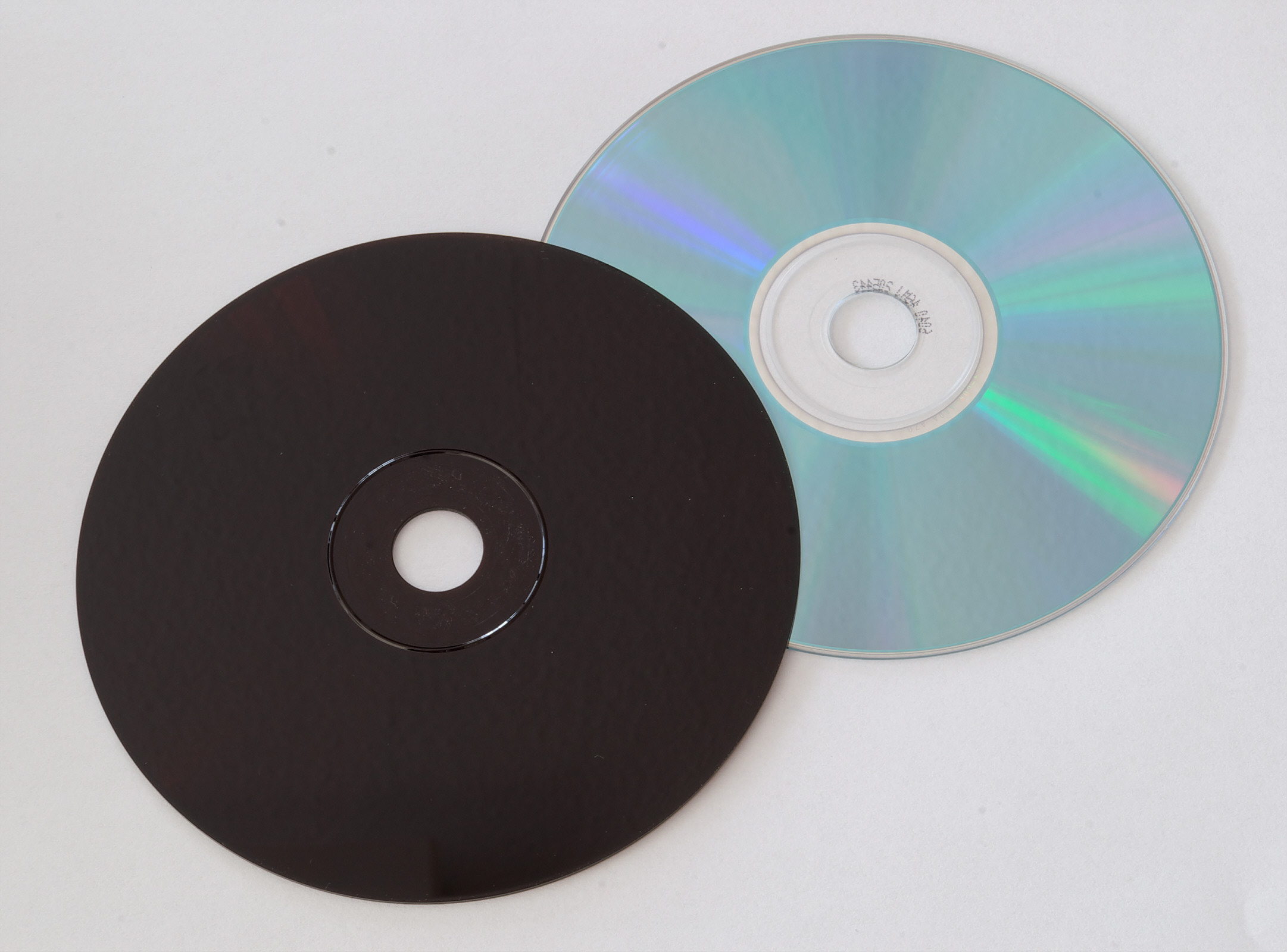
Schwarze (jedoch infrarotdurchlässige) CD-R im Vergleich mit einem Standard-Rohling

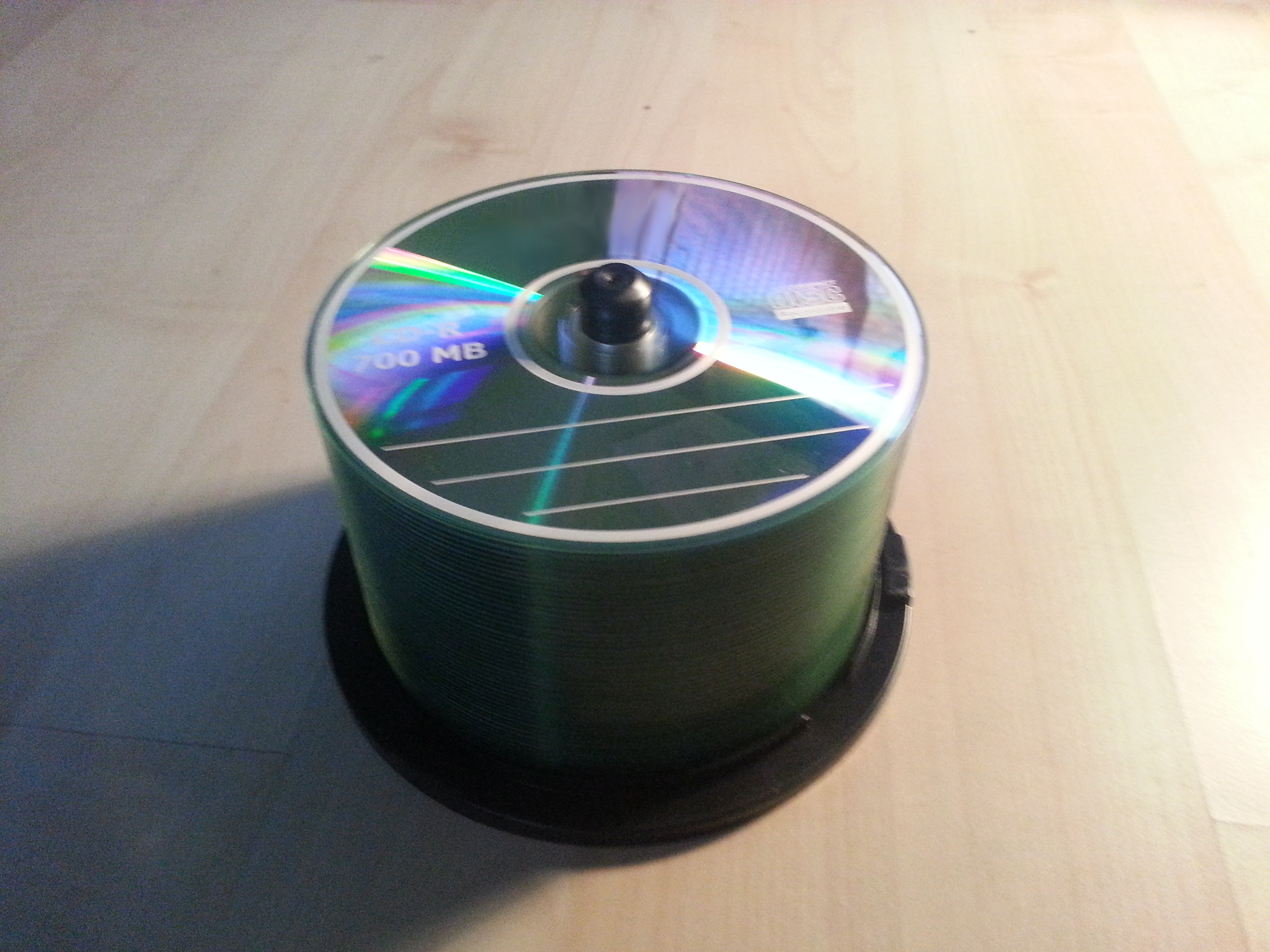
Ein 50er-Stapel mit 700-MB-CD-R-Rohlingen

## Aufbau
Sie besteht aus einem im Spritzgussverfahren hergestellten, transparenten Kunststoffträger aus einem Polycarbonat, in dessen Oberfläche sich eine mikroskopisch feine, spiralförmige Rille befindet („Pregroove“). Diese minimale Vertiefung dient der Führung eines Lasers, der beim Schreiben („Brennen“) der digitalen Information durch Hitzeentwicklung die Absorptionseigenschaften und damit die Reflektivität einer speziellen organischen Farbstoffschicht (Dye genannt) in kleinsten Bereichen, den sogenannten Pits, verändert. Diese Pits können dann (von einem schwächeren Laser, der die Farbschicht nicht verändert) durch Auswertung der veränderten Reflektivität an einer darüberliegenden (aufgedampften) Silber- oder Goldschicht wieder ausgelesen werden, indem die reflektierte Strahlungsintensität in ein elektrisches Signal verwandelt wird. Zum Schutz der Schichten (Farb- und Reflexionsschicht) wird auf die metallische Reflexionsschicht (meist Silber, seltener Gold) eine dünne, transparente Lackschicht aufgebracht, bevor der dekorative Aufdruck erfolgt. Da Silber dazu neigt, schwarze Sulfidverbindungen einzugehen, hatten frühe CD-Rs mit Silberbeschichtung eine geringe Lebenserwartung. Diese wurde durch Aufdampfen einer Aluminiumschicht hinter der Silberschicht deutlich erhöht.

## Größen
Die Kapazität einer CD-R wird meist sowohl in Minuten (für Audio-CDs) als auch in MB (für Daten-CDs) angegeben. 
- 185 MB: 021 min (Mini-CD)
- 210 MB: 023 min (Mini-CD)
- 550 MB: 063 min (wird nicht mehr produziert)
- 610 MB: 071 min (sehr selten, wird nur von Taiyo Yuden hergestellt und gelangt nicht mehr in den normalen Verkauf, wird nur noch Entwicklern zur Verfügung gestellt)
- 650 MB: 074 min (früher Standard, inzwischen sehr selten, wird nur noch von wenigen Herstellern geliefert)
- 700 MB: 080 min (Standard)
- 800 MB: 090 min
- 870 MB: 099 min (relativ selten)
- 900 MB: 100 min (relativ selten)

Je nach Qualität und Art des Rohlings und nach Brenner kann auch noch außerhalb des im ATIP freigegebenen Bereichs gebrannt werden (überbrennen). Dies kann jedoch zu Fehlern oder Verlust der Daten in diesem Bereich führen.
Nicht alle Laufwerke unterstützen das Überbrennen.
Bei den Größen jenseits der ursprünglichen 650 MB/74 min kann es zu Wiedergabeproblemen in manchen CD-Laufwerken kommen, da die Spurrillen enger aneinander liegen, um die höhere Kapazität zu erreichen. Bis zu den standardisierten 700 MB kommt dies aber fast ausschließlich bei älteren CD-Playern und -Laufwerken vor. 
Die MultiLevel CD-R hat die dreifache Kapazität einer normalen CD-R, sie ging jedoch nie in Serienproduktion.

## Geschichte/die CD-R heute
Die CD-R wurde im Oktober 1988 nach dreijähriger Entwicklungsarbeit von der japanischen Gesellschaft Taiyo Yuden der Öffentlichkeit vorgestellt.
Die ersten CD-Rs für den gesamten Markt wurden 1992 (nach Vorstellung der CD-R und der Photo-CD durch Kodak und Philips auf der Photokina) hergestellt und kosteten rund 20 Mark. Einige der ersten Hersteller waren Taiyo Yuden, Kodak, Maxell und TDK. Seitdem wurde die CD-R immer weiterentwickelt, so dass heute mit einer 56-fach höheren Geschwindigkeit gebrannt werden kann als es bei den ersten CD-R möglich war. Die Verbesserungen betrafen hauptsächlich die benutzten Farbstoffe der CD-R, die Ausführung der Rille und den Beschichtungsprozess. 
Obwohl die CD-R ursprünglich in Japan entwickelt wurde, produziert seit 1998 Taiwan die größte Menge an CD-R. Die taiwanische Herstellung machte weltweit mehr als 70 % aus (2003: 10,5 Milliarden CD-R). Hersteller aus Taiwan sind unter anderem Daxon (BenQ), Ritek, Prodisc, und CMC Magnetics, die allerdings oft einen Großteil der CD-Produktion nach Malaysia, Hongkong oder in die Volksrepublik China ausgelagert haben. Außerhalb von Taiwan ist Moser Baer India der größte CD-R Hersteller.
Im Jahr 2001 wurden in Deutschland erstmals mehr Musik-CDs gebrannt als fertig gekauft.
Der Absatz von CD-R nimmt seit Jahren ab. Wurden 2005 in Deutschland erstmalig über 850 Millionen CD- und DVD-Rohlinge gebrannt, waren es 2011 wieder wie 2001 rund 350 Millionen. Möglicher Grund ist, dass Daten zunehmend auf USB-Sticks und in der Cloud gespeichert werden.

## Farbstoffe
Es existieren derzeit drei grundlegende Farbstoffmischungen für CD-Rs:
1. Cyanin-Farbstoffe wurden zur Verwendung als Aufzeichnungsschicht in CD-R von Taiyo Yuden erstmals eingesetzt. Cyanin-Farbstoffe können an die Wellenlänge des Halbleiterlasers im CD-Laufwerk (Wellenlänge: 780 nm) durch chemische Optimierung relativ einfach angepasst werden. Die für CD-R geeigneten Cyaninfarbstoffe sind grün, türkisfarben oder hellblau. Die ersten mit Cyaninfarbstoffen hergestellten CD-R waren gegenüber hoher Luftfeuchtigkeit und Sonnenbestrahlung recht empfindlich. Durch Verbesserungen der chemischen Zusammensetzung und Verwendung von Licht-Stabilisatoren können Cyanine so weit stabilisiert werden, dass sie für die Archivierung geeignet sind („metallstabilisiertes Cyanin“, „Super Cyanine“).
2. Azofarbstoffe zur Verwendung bei optischen Medien sind tiefblau. Die Verwendung von Azo- und Metallkomplex-Azofarbstoffen wurde von Mitsubishi Chemicals eingeführt. Im Gegensatz zu einfachen Azofarbstoffen sind Metallkomplex-Azo-Farbstoffe gegen Lichteinwirkung und chemischen Einwirkungen relativ stabil. Hergestellt werden CD-R mit Azofarbstoffen unter anderem von Mitsubishi Kagaku Media (Verbatim).
3. Phthalocyanin-Farbstoffe erscheinen auf der CD-R silbrig-grün, silber- oder goldfarben. Die Patente auf diesem Farbstoff liegen bei Mitsui Chemicals und Ciba Spezialitätenchemie. Dieser Farbstoff ist chemisch und gegenüber Sonnenlicht sehr stabil. Heute hergestellte CD-R werden zumeist mit Phthalocyaninfarbstoffen gefertigt, da diese in der Anwendung besonders wirtschaftlich sind und CD-R Medien mit guten Aufzeichnungs- und Wiedergabeeigenschaften und guter Haltbarkeit ermöglichen.

Es existierten früher weitere, eher unbedeutende Farbstoffe, zum Beispiel Formazanfarbstoffe, die von Kodak entwickelt wurden. Die Formazane konnten sich auf dem Markt nicht durchsetzen und sind nicht mehr verfügbar.
Nicht immer kann von der Farbe der Aufzeichnungschicht der CD-R auf die Zusammensetzung des verwendeten Farbstoffs geschlossen werden. Weitere Farbstoffzusätze und der Typ des verwendeten Reflektormaterials (Silber oder Gold) verändern den Farbeindruck. Es ist also nicht möglich, allein aus dem schimmernden Gold darauf zu schließen, dass es sich um eine CD-R mit einem Phthalocyanine-Farbstoff und einer goldenen Reflexionsschicht handelt.
Es ist außerdem nicht möglich, vom verwendeten Farbstoff direkt auf die Haltbarkeit der CD-R zu schließen. Weitere Faktoren wie Reflektivität, Oberflächenschutz oder Versiegelung spielen eine größere Rolle. Da die Reflektivität einer intakten CD-R einen Wert erreicht, der über dem für CD-ROM und CD-DA festgelegten Minimum liegt, können alle intakten CD-Laufwerke auch CD-Rs lesen. Da die typische Reflektivität der CD-R jedoch unterhalb der typischen Reflektivität einer CD liegt, bekommen verstaubte Laufwerke zuerst Probleme beim Lesen von CD-Rs, bevor sie auch keine CDs mehr lesen.